# Natal'ja Sadova
Natal'ja Ivanovna Sadova, nata Koptjuch (in russo Наталья Ивановна Коптюх-Садова?; Gorki, 15 luglio 1972), è un'ex discobola russa, fino al 1991 sovietica, vincitrice della medaglia d'oro alle Olimpiadi di Atene 2004.
In precedenza ad Atlanta 1996 aveva raccolto una medaglia d'argento. Ha anche ottenuto la miglior prestazione mondiale dell'anno nel 1999, nel 2001 e nel 2003.

## Biografia
Fu prima nella gara dei Campionati mondiali di Edmonton 2001, ma fu squalificata perché trovata positiva alla caffeina.
Nel maggio 2006 è risultata ancora una volta positiva ad un test antidoping, stavolta al metandrostenolone uno steroide anabolizzante, ed ha subito una squalifica di due anni dalle competizioni.

## Palmarès
| Anno | Manifestazione   | Sede       | Evento           | Risultato | Prestazione | Note |
| ---- | ---------------- | ---------- | ---------------- | --------- | ----------- | ---- |
| 1989 | Europei juniores | Varaždin   | Lancio del disco | 5ª        | 53,88 m     |      |
| 1991 | Europei juniores | Salonicco  | Lancio del disco | Argento   | 56,44 m     |      |
| 1995 | Universiadi      | Fukuoka    | Lancio del disco | Oro       | 62,92 m     |      |
| 1995 | Mondiali         | Göteborg   | Lancio del disco | 5ª        | 62,60 m     |      |
| 1996 | Olimpiadi        | Atlanta    | Lancio del disco | Argento   | 66,48 m     |      |
| 1997 | Mondiali         | Atene      | Lancio del disco | Bronzo    | 65,14 m     |      |
| 1997 | Universiadi      | Catania    | Lancio del disco | Oro       | 67,02 m     |      |
| 1998 | Europei          | Budapest   | Lancio del disco | Argento   | 66,94 m     |      |
| 1999 | Mondiali         | Siviglia   | Lancio del disco | 4ª        | 64,98 m     |      |
| 2000 | Olimpiadi        | Sydney     | Lancio del disco | 4ª        | 65,00 m     |      |
| 2001 | Mondiali         | Edmonton   | Lancio del disco | dq        | dq          |      |
| 2002 | Europei          | Monaco     | Lancio del disco | Argento   | 64,12 m     |      |
| 2003 | Mondiali         | Parigi     | Lancio del disco | 5ª        | 65,22 m     |      |
| 2004 | Olimpiadi        | Atene      | Lancio del disco | Oro       | 67,02 m     |      |
| 2005 | Mondiali         | Helsinki   | Lancio del disco | Argento   | 64,33 m     |      |
| 2008 | Olimpiadi        | Pechino    | Lancio del disco | 25ª       | 58,11 m     |      |
| 2009 | Mondiali         | Berlino    | Lancio del disco | 7ª        | 61,78 m     |      |
| 2010 | Europei          | Barcellona | Lancio del disco | 4ª        | 61,20 m     |      |

## Altre competizioni internazionali
1995
- Coppa Europa di atletica leggera ( Villeneuve d'Ascq)

1997
- Coppa Europa di atletica leggera ( Monaco di Baviera)

1998
- Coppa Europa di atletica leggera ( San Pietroburgo)

1999
- Coppa Europa di atletica leggera ( Parigi)

2001
- Coppa Europa di atletica leggera ( Brema)

2002
- Coppa Europa di atletica leggera ( Annecy)

2003
- Coppa Europa di atletica leggera ( Firenze)

2010
- Campionati europei a squadre di atletica leggera ( Bergen)